# .in
.in — в Інтернеті, національний домен верхнього рівня (ccTLD) для Індії.

## IDN
- .भारत (деванаґарі):[1]

| IDN      | Транслітерація рядка |
| भारत      | .бхарат              |
| कंपनी.भारत  | компанії.бхарат      |
| विद्या.भारत  | відья.бхарат         |
| सरकार.भारत | саркар.бхарат        |

- .இந்தியா (тамільська мова)[2]
- .ಭಾರತ (каннада) з 2016 року.[3]

Не доступні (на листопад 2015):
- .ಭಾರತ (бенгалі)
- .भारत (гурмукхі)
- .ಭಾರತ (гуджараті)
- .భారత్ (телугу)
- .بھارت (урду)
- .ଭାରତ (орія)

## Домени 2-го та 3-го рівнів
У цьому національному домені нараховується близько 13,500,000 вебсторінок (станом на січень 2007 року).
У наш час використовуються та приймають реєстрації доменів 3-го рівня такі доменні суфікси (відповідно, існують такі домени 2-го рівня):
| Суфікс  | Регламентовані користувачі                                            |
| .ac.in  | Наукові та дослідницькі установи, коледжі, університети або інститути |
| .co.in  | Комерційні установи, корпорації                                       |
| .edu.in | Наукові та дослідницькі установи, коледжі, університети або інститути |
| .gov.in | Державні та урядові установи                                          |
| .net.in | Провайдери, організації, пов'язані з мережами                         |
| .org.in | Неприбуткові, неурядові організації                                   |